# Micrantha
Micrantha là một chi bướm đêm thuộc họ Noctuidae.